# Laurentiuskirche (Sindolsheim)

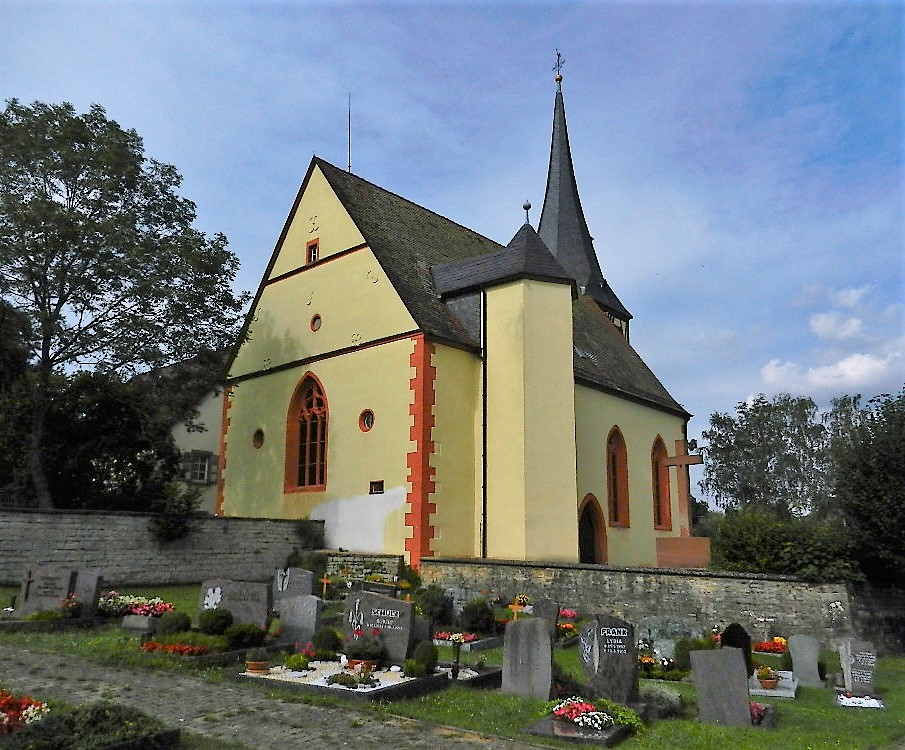
Laurentiuskirche in Sindolsheim

Die Laurentiuskirche ist ein Kirchengebäude in Sindolsheim, einem Ortsteil von Rosenberg im Neckar-Odenwald-Kreis in Baden-Württemberg. Das Bauwerk ist beim Landesamt für Denkmalpflege Baden-Württemberg als Baudenkmal eingetragen. Die Kirchengemeinde gehört zum Kirchenbezirk Adelsheim-Boxberg der Evangelischen Landeskirche in Baden.
Die Kirche wurde von der Denkmalstiftung Baden-Württemberg zum „Denkmal des Monats März 2016“ ernannt.

## Beschreibung
Das Langhaus und der Chor im Westen der Saalkirche wurden im 16. Jahrhundert südwestlich vor dem um 1200 errichteten Chorturm der romanischen Wallfahrtskirche gebaut. 
Der mit Fresken versehene Innenraum des Langhauses ist mit einer Flachdecke überspannt, der des Chors wird von zwei Patronatslogen flankiert, die früher über zwei Treppentürme erreichbar waren, von denen der südliche erhalten ist. Zur Kirchenausstattung gehört ein von Tilman Riemenschneider geschnitzter Altar. Die Orgel wurde 1975 von der Giengener Orgelmanufaktur Gebr. Link gebaut.